# 葛來儀
葛來儀（英語：Bonnie S. Glaser）是美国智庫「战略与国际研究中心」（CSIS）的亚洲高级顾问和中国力量项目的前主任。葛來儀也是澳大利亚「洛伊國際政策研究所」的非常驻研究员、CSIS太平洋论坛的高级助理，曾任過美国国务院和美国国防部的資深顧問。她於2021年起擔任華府智庫「德國馬歇爾基金會」亞洲計畫主任。
葛來儀就中国外交政策的各个方面广泛撰文，包括中美关系、美中军事关系、海峽兩岸關係、中国與日韓的关系、中国对导弹防御的看法，以及多边安全等。

## 學歷
葛來儀在波士頓大學获得政治学學士学位。後在约翰霍普金斯大学高级国际研究学院取得碩士學位，專長為国际经济和中國研究。

## 職業生涯
葛來儀的职业生涯始于为美国各政府机构担任顾问，包括国防部和国务院。1997年，她曾担任国防部国防政策委员会中国小组的成员。葛來儀于2003年加入「战略与国际研究中心」（CSIS），担任国际安全项目的高级顾问。自2008年起，葛來儀在CSIS专注于与中国外交和安全政策有关的问题，开始担任弗里曼中国研究讲座（Freeman Chair in China Studies）的高级顾问。2023年，她和美國智庫「布魯金斯研究所」資深研究員何瑞恩（Ryan Hass）、前美國在台協會主席卜睿哲在合著的《美台關係─中國挑戰會導向衝突嗎？》中認為，除了中华人民共和国的軍事威脅更明顯強化，臺灣同時也面臨中国共产党透過政治作戰逐漸侵蝕臺灣人民意志的危機，而後者通常被忽視，若不加以解決，也將對美國的利益造成更大傷害。

## 外部連結
- 葛來儀在洛依國際政策研究所的簡介 （页面存档备份，存于）